# Terra Nova (serial)
Terra Nova este un serial de televiziune american științifico-fantastic dramă care a început să fie transmis de Fox în fiecare noapte de luni, începând cu 26 septembrie 2011, când a avut loc premiera de o oră și jumătate conținând primele două episoade.
Serialul este creat de Kelly Marcel și Craig Silverstein.
La 6 martie 2012 (după 11 episoade) Fox a anunțat că serialul a fost anulat și nu va mai exista un al doilea sezon.

## Povestea
În primul episod este anul 2149, moment în care planeta Pământ este condamnată la dispariție din cauza poluării aerului. Ca urmare a suprapopulării, fiecare familie are dreptul doar la doi copii. La Hope Plaza, o structură masivă în formă de inel din Chicago, oamenii de știință au descoperit o ruptură în spațiu-timp și trimit oamenii înapoi în trecut cu 85 de milioane de ani, în perioada Cretacic, pentru o nouă șansă a omenirii într-un univers paralel.
Familia Shannon (tatăl Jim, soția sa Elisabeth și cei trei copii ai lor Josh, Maddy și Zoe), după mai multe peripeții reușesc să treacă prin inel și să devină membri ai comunității Terra Nova, prima colonie umană de partea cealaltă a portalului temporal.

## Distribuție
- Jason O'Mara este Jim Shannon, ofițer de poliție și tată devotat, cu un trecut complicat.[7]
- Shelley Conn este Elisabeth Shannon, un medic care este ales pentru Terra Nova. Ea este soția lui Jim.[7]
- Landon Liboiron este Josh Shannon, fiul de 17 ani al lui Jim și Elisabeth. El este supărat că și-a lăsat prietena în urmă.[7]
- Naomi Scott este Maddy Shannon, fiica cea mare de 15 ani a lui Jim și Elisabeth.[7]
- Alana Mansour este Zoe Shannon, fiica cea mică de 5 ani a lui Jim și Elisabeth Shannon.[7]
- Stephen Lang este Nathaniel Taylor, un pionier și comandantul așezării.[7] Fiind prima persoană care a sosit, Taylor a fost forțat să supraviețuiască primele patru luni de unul singur, înainte de a se începe construirea comunității. Pentru el au trecut mai mult de 120 de zile în timp ce următorii sosiți au plecat la câteva minute după el prin portal.[8] În prima perioadă de realizare a filmului avea numele Frank Taylor.[9]
- Allison Miller este Skye, o veterană care locuiește în Terra Nova și-l ajută pe Josh. Părinții ei se pare că sunt morți amândoi și ea îl învață pe Josh valorile familiei.[10]
- Mido Hamada este Guzman, șeful securității care servește și drept consilier de încredere al lui Nathaniel Taylor.[11]
- Christine Adams este Mira, șeful "Șesarilor", un grup de oameni care se opun celor din Terra Nova. [7]
- Rod Hallett este Dr. Malcolm Wallace, rivalul lui Jim.[12]